# Залипка, Арсен Васильевич
Арсе́н Васи́льевич Зали́пка (укр. Арсен Васильович Залипка; 9 мая 2008, Львов) — украинский футболист, защитник львовского «Руха».

## Клубная карьера
Арсен начал заниматься футболом в академии львовских «Карпат», затем продолжил обучение в системе клуба «Рух». С 2024 года начал выступать за юношескую команду «Руха» (U-19), где регулярно выходил на поле в юношеском чемпионате Украины.
Весной 2025 года Залипка впервые попал в заявку на матч первой команды, а уже 2 мая 2025 года дебютировал в Премьер-лиге Украины, выйдя на замену в игре против «Кривбасса».

## Карьера в сборной
В апреле 2024 года Арсен Залипка впервые сыграл за юношескую сборную Украины (U-16), приняв участие в турнире развития УЕФА. Осенью 2024 года его вызвали в состав сборной Украины U-17, где он провёл несколько матчей, в том числе забил свой первый гол в поединке против Казахстана.